# Cristian Battocchio
Cristian Damián Battocchio (Rosario, Argentina, 10 de febrero de 1992) es un futbolista argentino que cuenta con la nacionalidad italiana. Juega como centrocampista y su equipo es la S. S. Monopoli 1966 de la Serie C.

## Trayectoria

### Udinese
Llegó al Udinese en 2009 a la edad de 16 años de Newell's Old Boys de Argentina por un coste de doscientos mil euros. En la temporada 2010-2011 se convirtió en el capitán del equipo juvenil del Udinese. El 27 de febrero de 2011, debutó con el primer equipo del Udinese contra el Palermo en una histórica victoria por 7-0 para el Udinese, saliendo desde el banquillo. 
El 29 de septiembre de 2011 hizo su segunda aparición con el primer equipo en la competición de la UEFA Europa League, frente al Celtic en el empate 1-1. Antes del partido, su primer entrenador del equipo, Francesco Guidolin, dijo que estaba listo para el primer equipo y lo comparó con David Pizarro. Johan Walem, el entrenador del equipo juvenil de Udinese, dijo que "ahora está estable por primera vez. Tiene cualidades importantes: visión del juego, un buen pie, patear los penaltis. Se puede hacer bien como creador de jugadas profundas".

### Watford
El 30 de agosto de 2012 fue prestado al Watford, teniendo la opción de comprarlo al final del contrato. Jugó en la victoria 4-0 del Watford sobre el Huddersfield Town el 19 de enero, y anotó el último gol del Watford, el primero para el club. Este gol le valió al Watford el "Gol de la temporada" según lo votaron los fanáticos y recibió el trofeo. Luego anotó su segundo gol para el Watford contra el Blackpool el 9 de marzo de 2013.
Firmó con el Watford de forma permanente el 19 de julio de 2013, por un contrato de tres años hasta 2016. Anotó su primer gol en la liga como jugador permanente del Watford en la victoria por 1-0 en casa contra el Wigan Athletic el 28 de septiembre de 2013.

### Virtus Entella
Después de caer en el orden jerárquico bajo el entonces gerente del Watford, Beppe Sannino, se fue en un préstamo de una temporada al equipo Virtus Entella de la Serie B el 26 de agosto de 2014.

### Stade Brestois
Dejó Watford en el verano de 2015 y firmó un contrato por dos años con el Stade Brestois 29 el 11 de agosto de 2015.

### Maccabi Tel Aviv
El 10 de julio de 2017 firmó un contrato de dos años con el Maccabi Tel Aviv con la opción de extenderlo un año más.

### Retorno al Stade Brestois
El 19 de enero de 2019 fichó por segunda vez por el Brest.
En febrero de 2021 puso fin a su segunda etapa en Brest y se marchó a Japón para jugar en el Tokushima Vortis.

### Tokushima Vortis
El 4 de febrero de 2021 firmó con el Tokushima Vortis de la J1 League de Japón. Sin embargo, no pudo debutar debido a problemas de visado hasta el 21 de abril frente al Vissel Kobe en la victoria 0-1 en calidad de visitante por la copa de la liga. El haberse integrado tarde al equipo no ayudó a que se adaptara al entorno por lo que no jugó  muchos minutos pasando por la J League sin anotar goles.

### Pumas de la UNAM
El 15 de julio de 2021 fue anunciado como refuerzo de los Pumas de la UNAM debutando el 1 de agosto de 2021 jugando en contra del  Rayados del Monterrey. En el Apertura 2021 disputó 15 partidos, siete de ellos como titular, pero su participación con Pumas vino a la baja. Para el Clausura 2022 solo jugó en tres duelos, en todos ellos ingresó de cambio, incluso, tuvo un partido con la categoría sub-20 de los Pumas antes de que fuera dado de baja. El 30 de marzo de 2022 los Pumas de la UNAM anunciaron que, de común acuerdo con el jugador, se decidió rescindir su contrato con el equipo.

### Regreso a Europa
Después de varios meses sin equipo, el 31 de agosto se incorporó al Volos F. C. griego.

## Selección nacional

### Selección sub-20
El 9 de octubre de 2011 el entrenador Luigi Di Biagio lo convocó al equipo italiano sub-20. Luego, el 9 de noviembre de 2011, hizo su debut con los sub-20 de Italia en un amistoso contra la selección sub-20 de Ghana, terminando en victoria por 3-0 para los azzurri. Luego pasó a jugar para Italia sub-21.

## Clubes
| Club                        | País       | Año       |
| --------------------------- | ---------- | --------- |
| Udinese Calcio              | Italia     | 2011-2013 |
| → Watford F. C. (préstamo)  | Inglaterra | 2012-2013 |
| Watford F. C.               | Inglaterra | 2013-2015 |
| → Virtus Entella (préstamo) | Italia     | 2014-2015 |
| Stade Brestois              | Francia    | 2015-2017 |
| Maccabi Tel Aviv F. C.      | Israel     | 2017-2019 |
| Stade Brestois              | Francia    | 2019-2021 |
| Tokushima Vortis            | Japón      | 2021      |
| Pumas de la UNAM            | México     | 2021-2022 |
| Volos F. C.                 | Grecia     | 2022      |
| Sektzia Nes Tziona          | Israel     | 2023      |
| Chennaiyin F. C.            | India      | 2023-2024 |
| S. S. Monopoli 1966         | Italia     | 2024-     |